# Jucilene de Lima
Jucilene Sales de Lima (née le 14 septembre 1990 à Taperoá (Paraíba)) est une athlète brésilienne, spécialiste du lancer du javelot. 
Elle a battu le record du Brésil du lancer de javelot en 2013, et celui d'Amérique du Sud en 2014.

## Biographie
Le 4 mai 2013, à Campinas, elle réussit les minima B pour les championnats du monde en lançant à 60,03 m. Aux championnats nationaux à São Paulo elle égale le record du Brésil de Sueli Pereira dos Santos, avec 61,98 m. En juillet elle est médaillée de bronze aux championnats d'Amérique du Sud. À Moscou, elle est éliminée en qualifications.
En 2014 elle commence la saison avec une deuxième place lors des Jeux sud-américains, derrière Flor Denis Ruíz. Au mois d'août elle remporte l'or des championnats ibéro-américains. Une semaine plus tard elle gagne un cm sur son record personnel, avec 61,99 m réalisés à Belém. Au cours du 33e Troféu Brasil CAIXA de Atletismo elle lance l'engin à 62,89 m, synonyme de nouveau record d'Amérique du Sud, qui était la propriété de la Colombienne Sabina Moya, avec 62,62 m.

## Palmarès
| Date | Compétition                    | Lieu                 | Résultat | Marque  |
| ---- | ------------------------------ | -------------------- | -------- | ------- |
| 2013 | Championnats d'Amérique du Sud | Carthagène des Indes | 3e       | 57,73 m |
| 2014 | Championnats ibéro-américains  | São Paulo            | 1re      | 61,71 m |
| 2015 | Jeux panaméricains             | Toronto              | 3e       | 60,42 m |
| 2015 | Jeux mondiaux militaires       | Mungyeong            | 2e       | 57,99 m |
| 2021 | Championnats d'Amérique du Sud | Guayaquil            | 3e       | 59,65 m |
| 2022 | Championnats ibéro-américains  | La Nucia             | 3e       | 57,86 m |
| 2023 | Championnats d'Amérique du Sud | São Paulo            | 2e       | 60,68 m |
| 2023 | Championnats du monde          | Budapest             | 8e       | 60,43 m |
| 2024 | Championnats ibéro-américains  | Cuiabá               | 2e       | 62,31 m |

## Records
| Épreuve           | Marque       | Lieu      | Date            |
| ----------------- | ------------ | --------- | --------------- |
| Lancer du javelot | 62,89 m (NR) | São Paulo | 11 octobre 2014 |